# 前田孝敬
前田 孝敬（まえだ たかのり、弘化4年11月14日（1847年12月21日） - 明治21年（1888年）1月5日）は、加賀藩重臣。加賀八家前田対馬守家第13代当主。
父は加賀家老前田孝備。正室は奥村栄通の娘。子は前田孝。幼名健之助。通称與十郎、弾番。家紋は「角ノ内梅鉢」。

## 生涯
弘化4年（1847年）11月14日、加賀藩家老前田外記孝備の嫡男として生まれる。安政4年（1857年）、本家当主前田孝中の死去により、その末期養子として、家督と知行1万8000石を相続する。慶応4年（1868年）、北越戦争の際、加賀藩の陣地に梅田弾次郎と変名を使って兵の督励に現れたが、陣地に長岡藩側からの銃撃があると慌てて逃げ去った。明治維新後、名を豊と改める。
明治21年（1888年）1月5日死去。享年42。家督は嫡男孝が相続し、明治33年（1900年）父孝敬の明治維新への功績により男爵に叙され華族となった。